# سرعت شاتر

عکاسی از یک سوژه با سرعت‌های مختلف شاتر

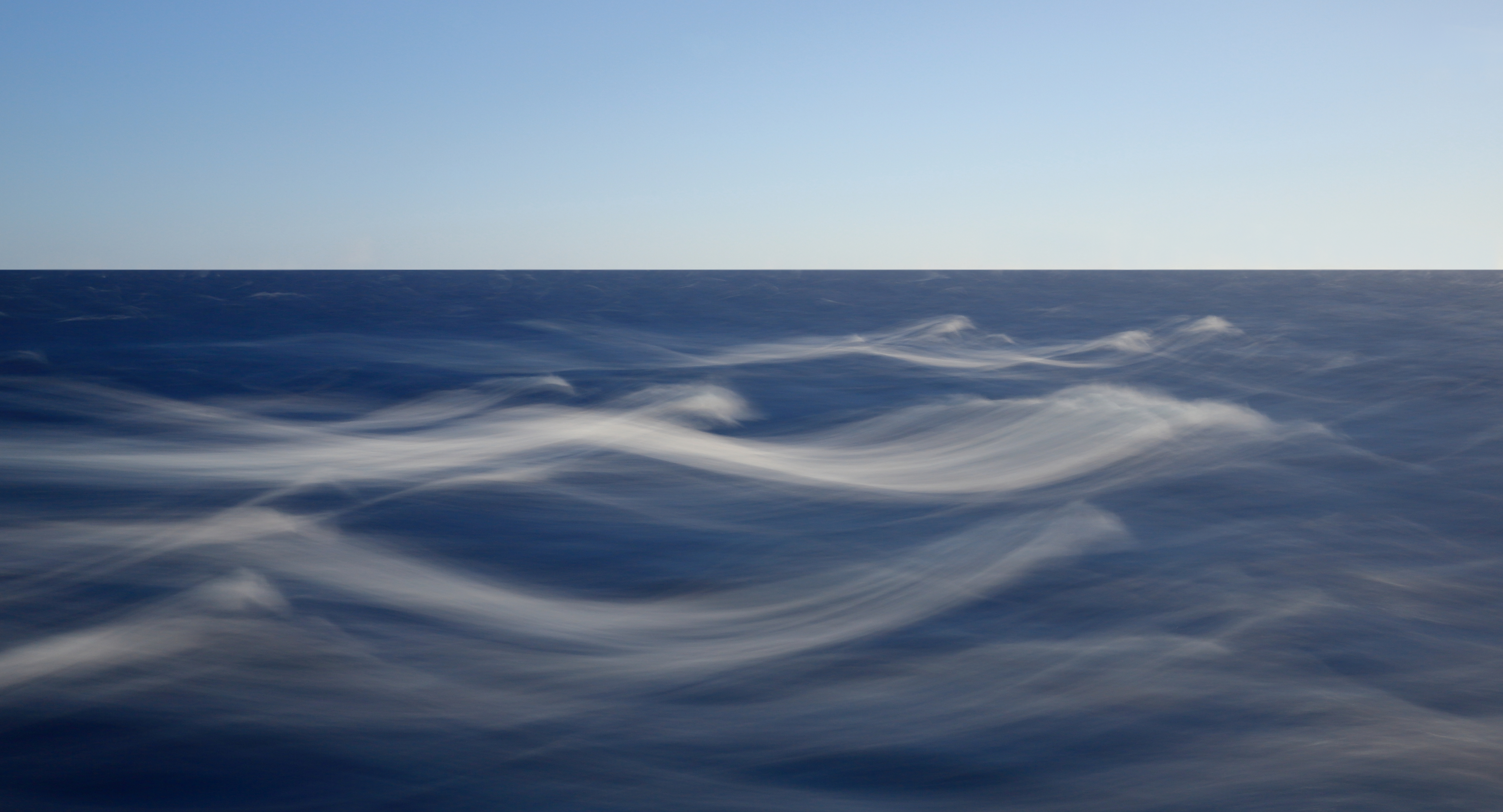
نگاره‌ای از دریای کارائیب که با استفاده از تکنیک نوردهی طولانی با سرعت شاتر «۲۰s» و با کمک فیلتر کاهنده نور گرفته شده‌است. ضمناً در کادربندی نگاره به نسبت یک‌سوم توجه شده‌است.

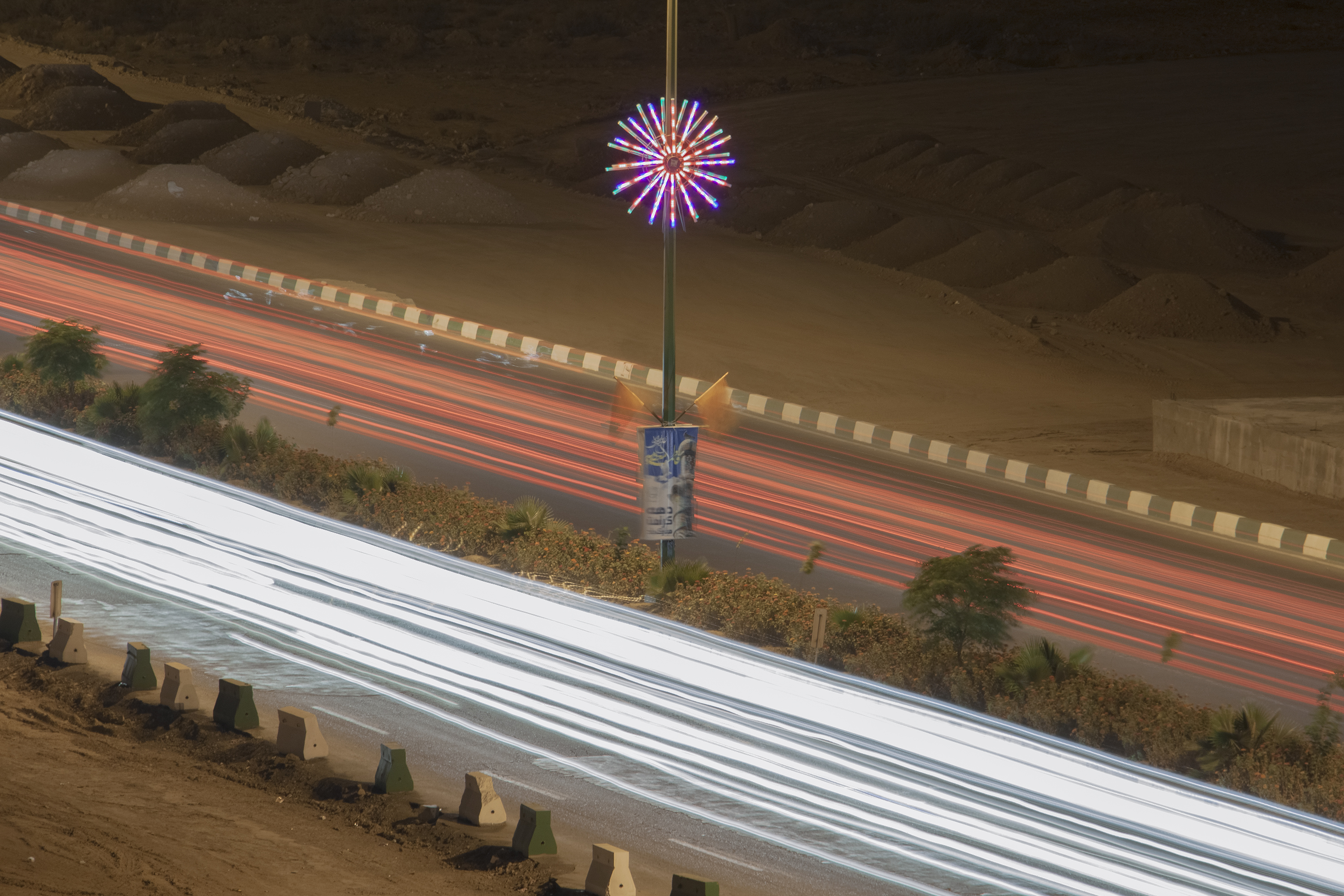
عکاسی در شب با سرعت شاتر پایین که خط چراغ خطر و چراغ جلوی اتوموبیل ها را به صورت کشیده ثبت کرده است

سرعت نوربند، سرعت شاتر یا زمان نوردهی (به انگلیسی: Shutter speed) فاصله زمانی‌ست که شاتر دوربین باز است و نور روی فیلم عکاسی (در دوربین‌های غیر دیجیتالی) یا حسگرهای الکترونیکی (در دوربین‌های دیجیتالی) اثر می‌کند. در واقع سرعت شاتر عامل کنترل‌کننده زمان ورود نور به دستگاه دوربین جهت ثبت یک تصویر است. این کنترل‌کننده اکثراً از یک صفحه پلاستیکی ساخته شده که با باز و بسته شدن مقدار نور را بر روی سنسور تصویر یا فیلم در دوربین‌های آنالوگ تنظیم می‌کند.
این صفحه با فشار دادن دکمه شاتر باز می‌شود و در تنظیم خودکار و بعد از اکتساب مقدار نور به مقدار کافی بسته می‌شود. زمانی که بیشتر با دوربین و کار با آن آشنا شوید صدای ناشی از این باز و بسته شدن (کلیک) را تشخیص می‌دهد و به واسطه شتاب یا کندی آن متوجه خواهید شد که چه میزان نوردهی برای ثبت یک تصویر نیاز خواهید داشت.
اغلب در نور کم زمان نوردهی بیشتر است. در عکسبرداری از اشیا متحرک از زمان نوردهی کمتر اسفاده می‌شود.

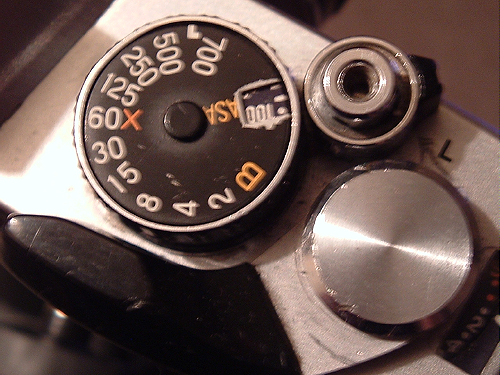
صفحه تنظیم سرعت نوردهی روی یک دوربین

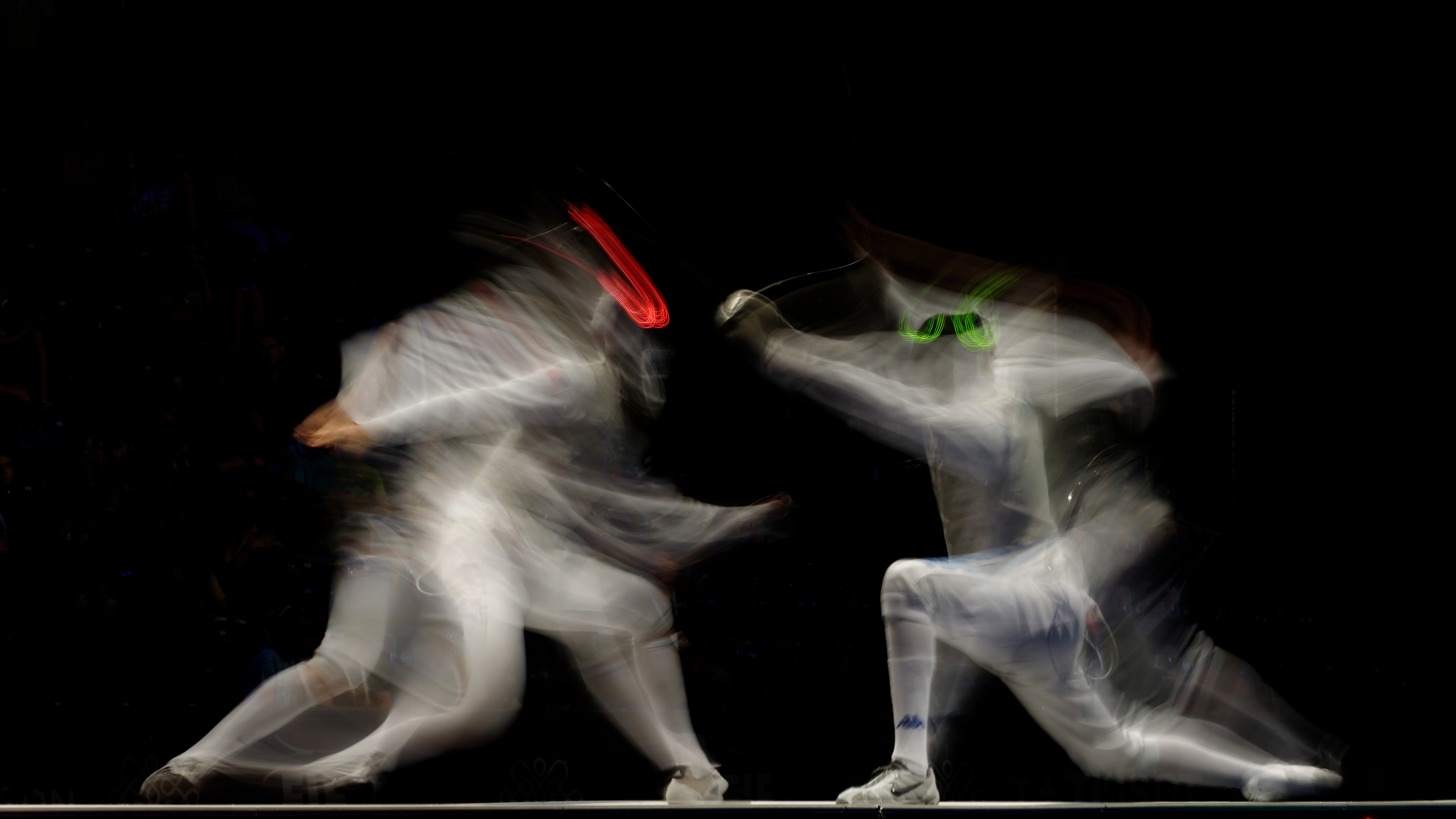
نگاره‌ای از دو شمشیرباز اهل آمریکا و ایتالیا در مسابقهٔ پایانی مسابقات قهرمانی شمشیربازی جهان در سال ۲۰۱۳ در بوداپست. در این نگاره، عکاس با استفاده از تکنیک نوردهی طولانی یا استفاده از سرعت شاتر پایین، به ایجاد اثر محوی (زمان نوردهی ۱/۲ ثانیه، ضریب اف f/18 و ایزو 100) پرداخته تا بهتر هیجان و سرعت جنب‌وجوش میان شمشیربازان را به تصویر بکشد.

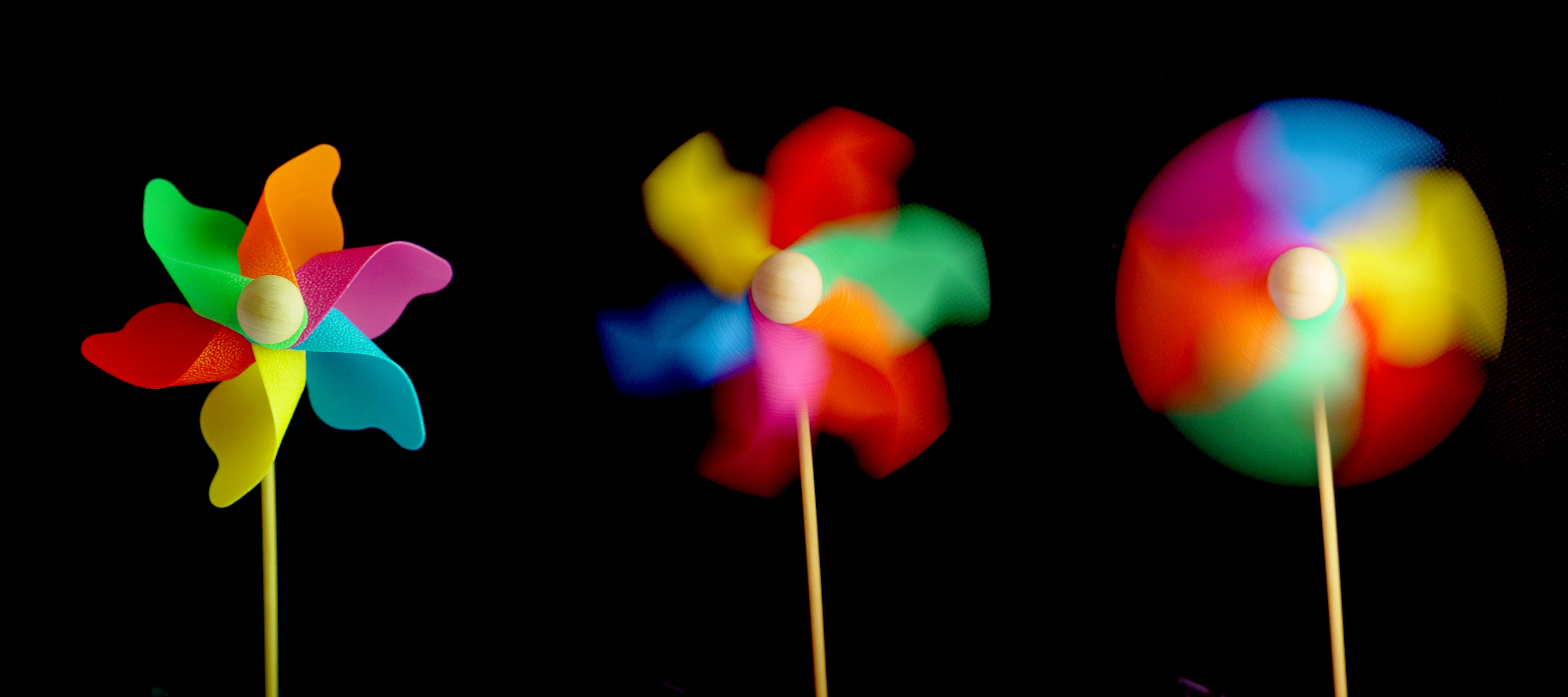
عکاسی با سرعت‌های مختلف شاتر

## اندازه‌گیری سرعت شاتر
زمان نوردهی بر حسب ثانیه سنجیده می‌شود. به عنوان مثال این زمان در هوای آفتابی یک هشت هزارم (۱/۸۰۰۰)ثانیه است. در بعضی از دوربین‌ها این زمان به صورت خودکار با توجه به نور محیط تنظیم می‌شود و در بعضی دیگر به صورت دستی از طریق صفحه مدرجی که روی دوربین تعبیه شده (به انگلیسی: Dial). البته دوربین‌هایی هم هستند که هر دو قابلیت را دارند.
علامت اختصاری B نیز در بسیاری از دوربین‌ها بدین معناست که شاتر دوربین تا زمانی که عکاس دوباره دکمه شاتر را فشار دهد، باز خواهد ماند.

### سرعت شاتر کند
زمانی که شاتر دوربین در کمتر از ۶۰/۱ بسته می‌شود، اصطلاحاً آن را شاتر کند یا طولانی می‌نامند. در این حالت دوربین با نوردهی طولانی تصویر را ثبت می‌کند.

### سرعت شاتر سریع
این اصطلاحی است که به سرعت شاتر بالای ۵۰۰/۱ داده می‌شود. در این حالت صفحه شاتر با سرعت زیاد باز و بسته می‌شود و به عکاس این امکان را می‌دهد که سوژه را ایستا و ثابت به ثبت برساند.

### نگارخانه

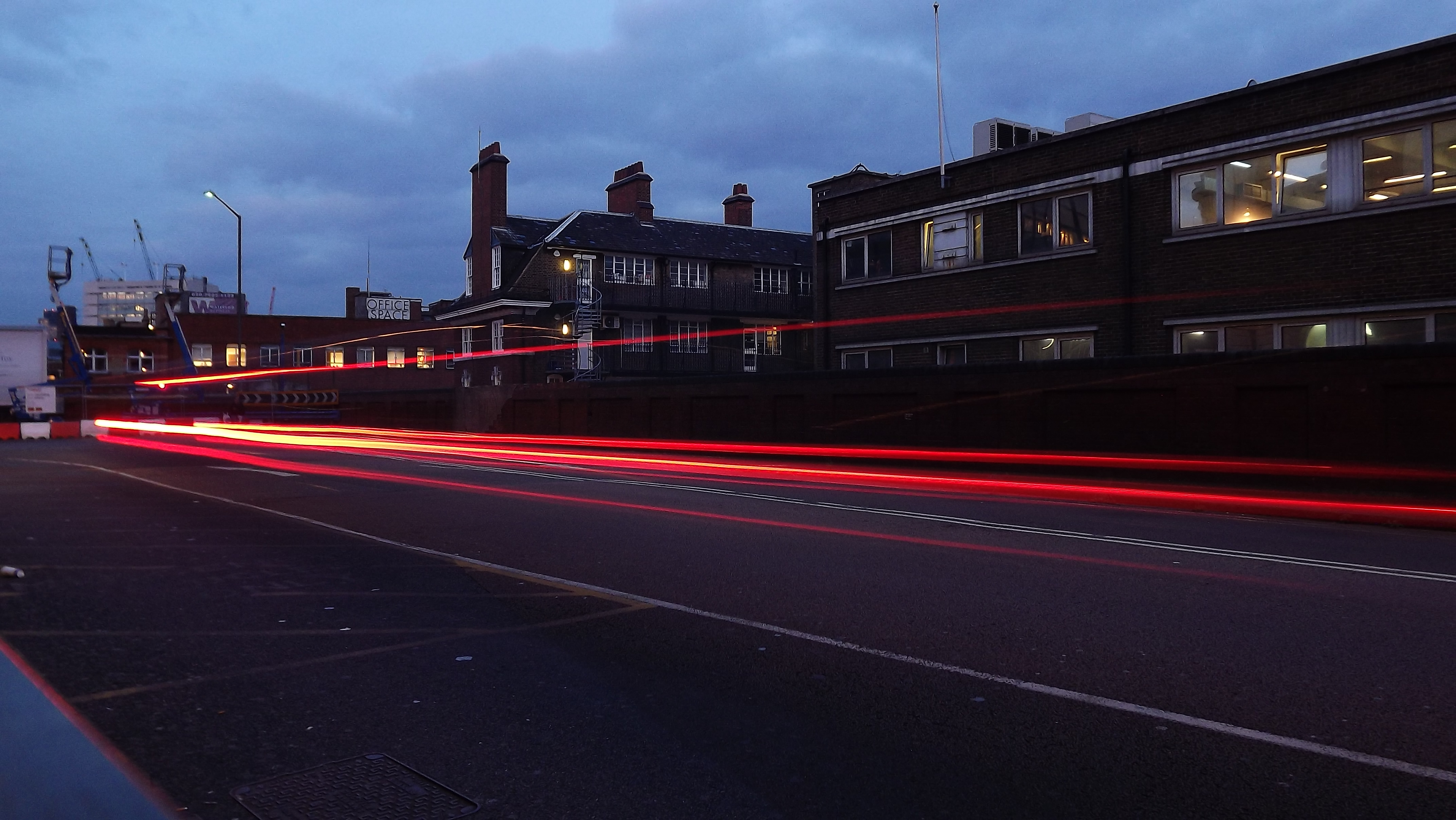
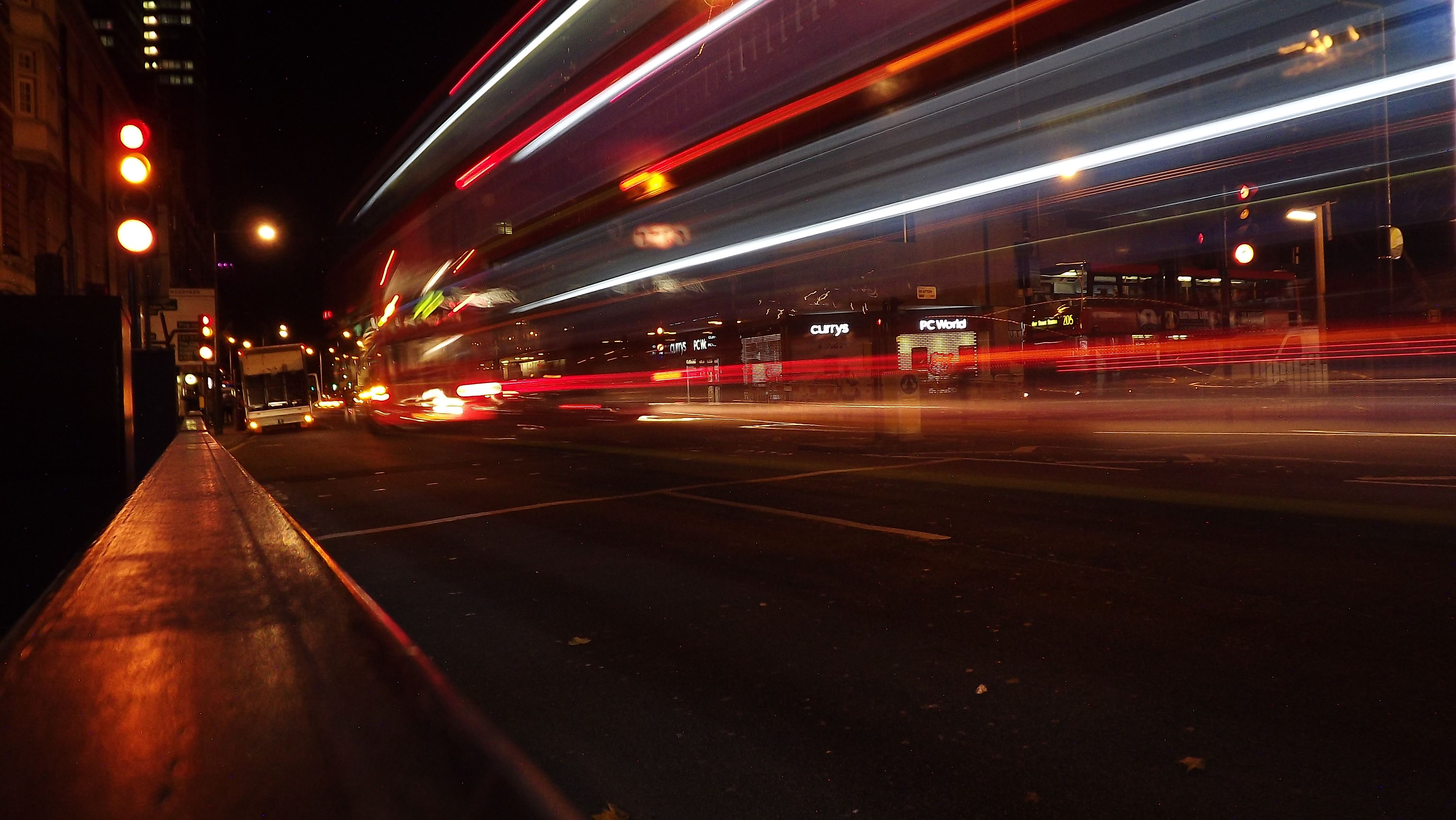
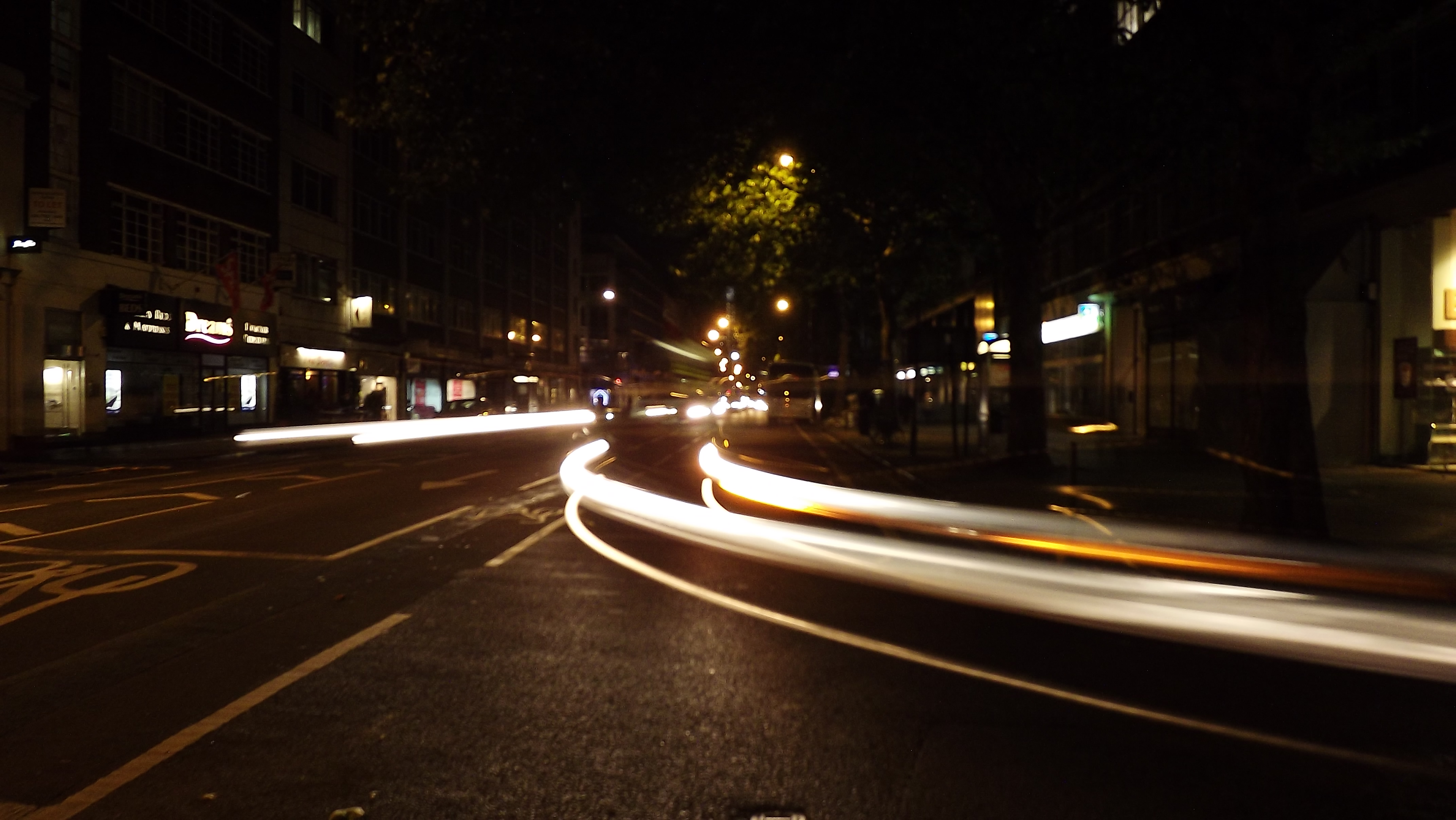
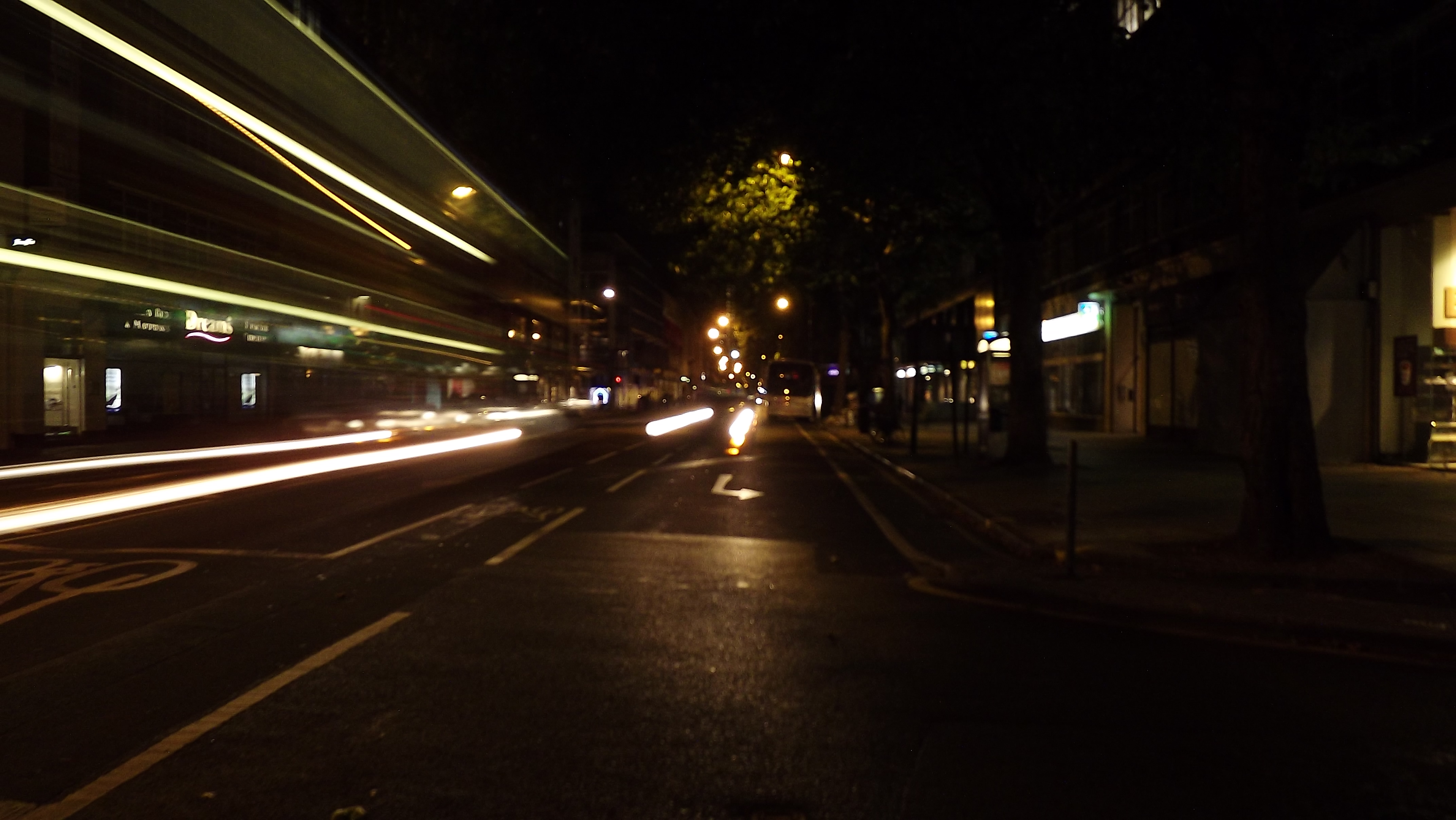
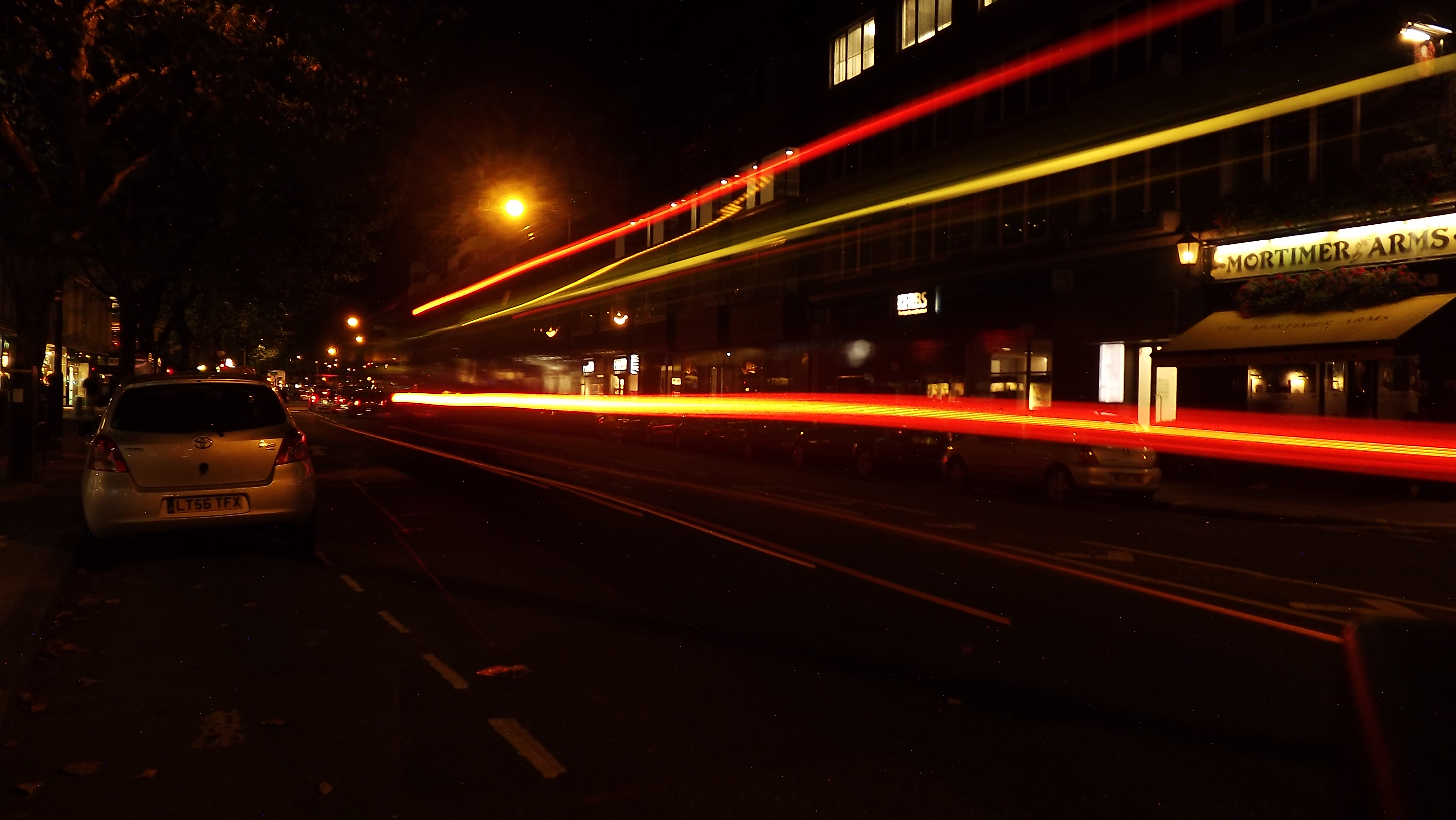
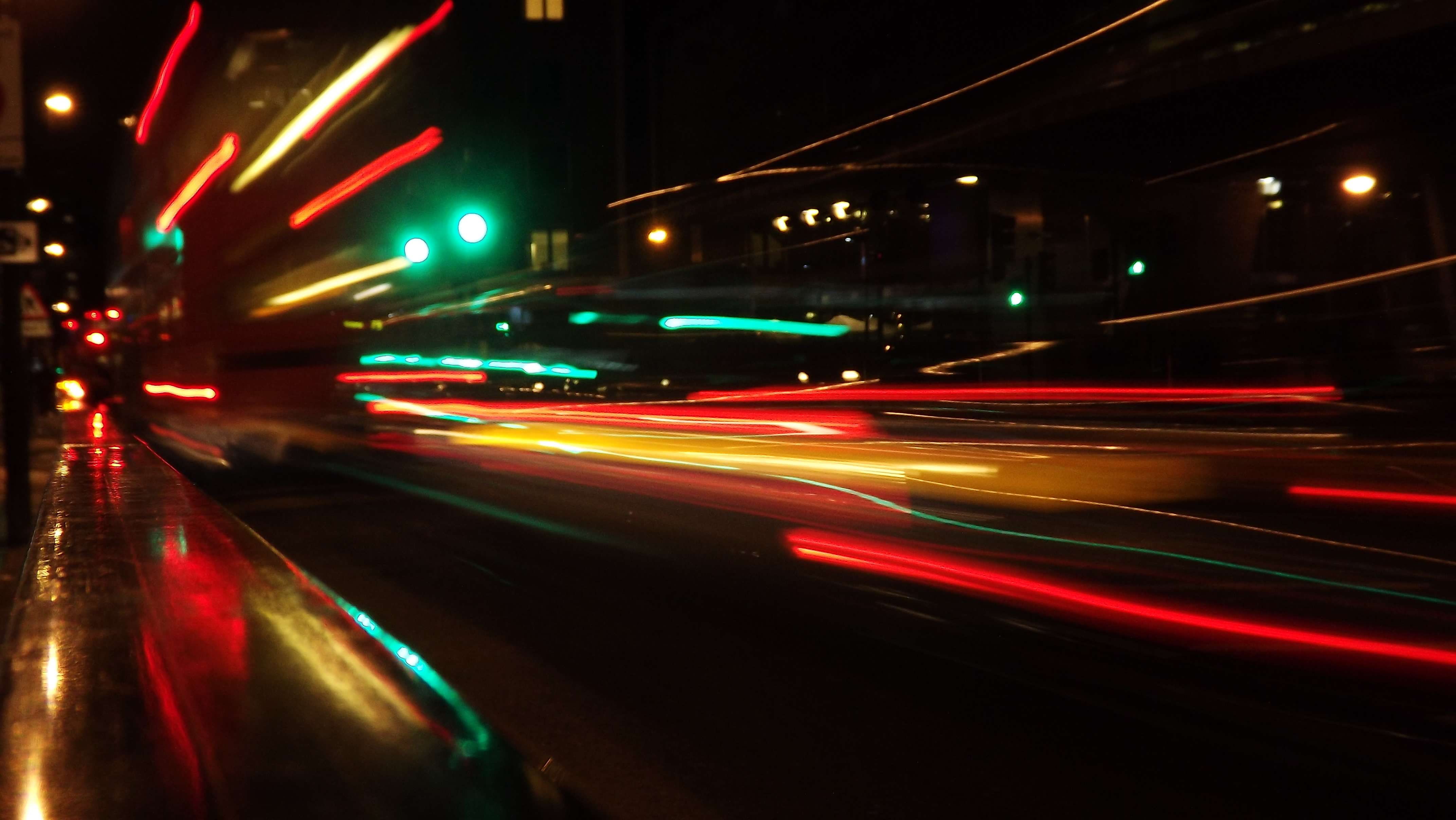
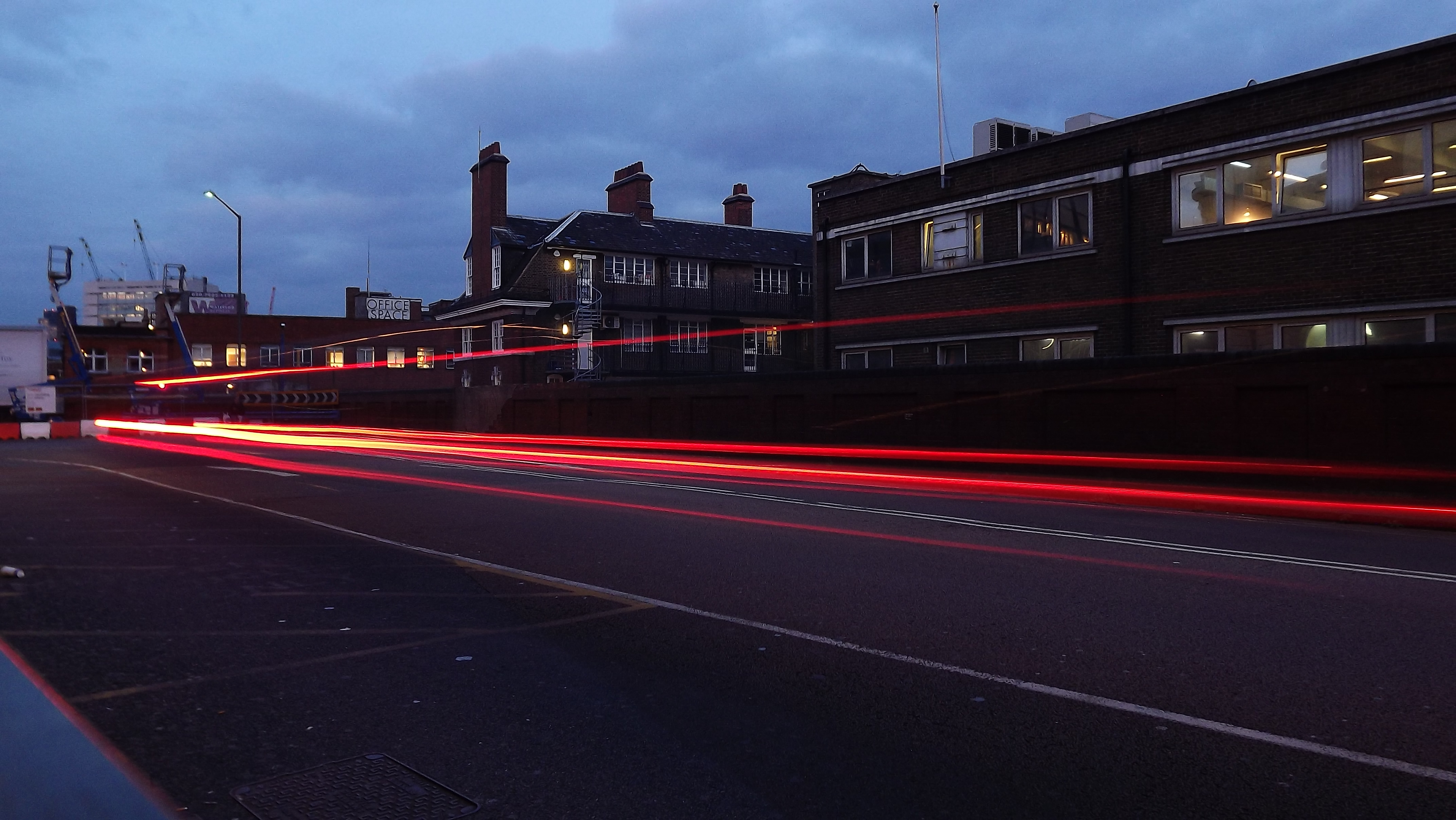
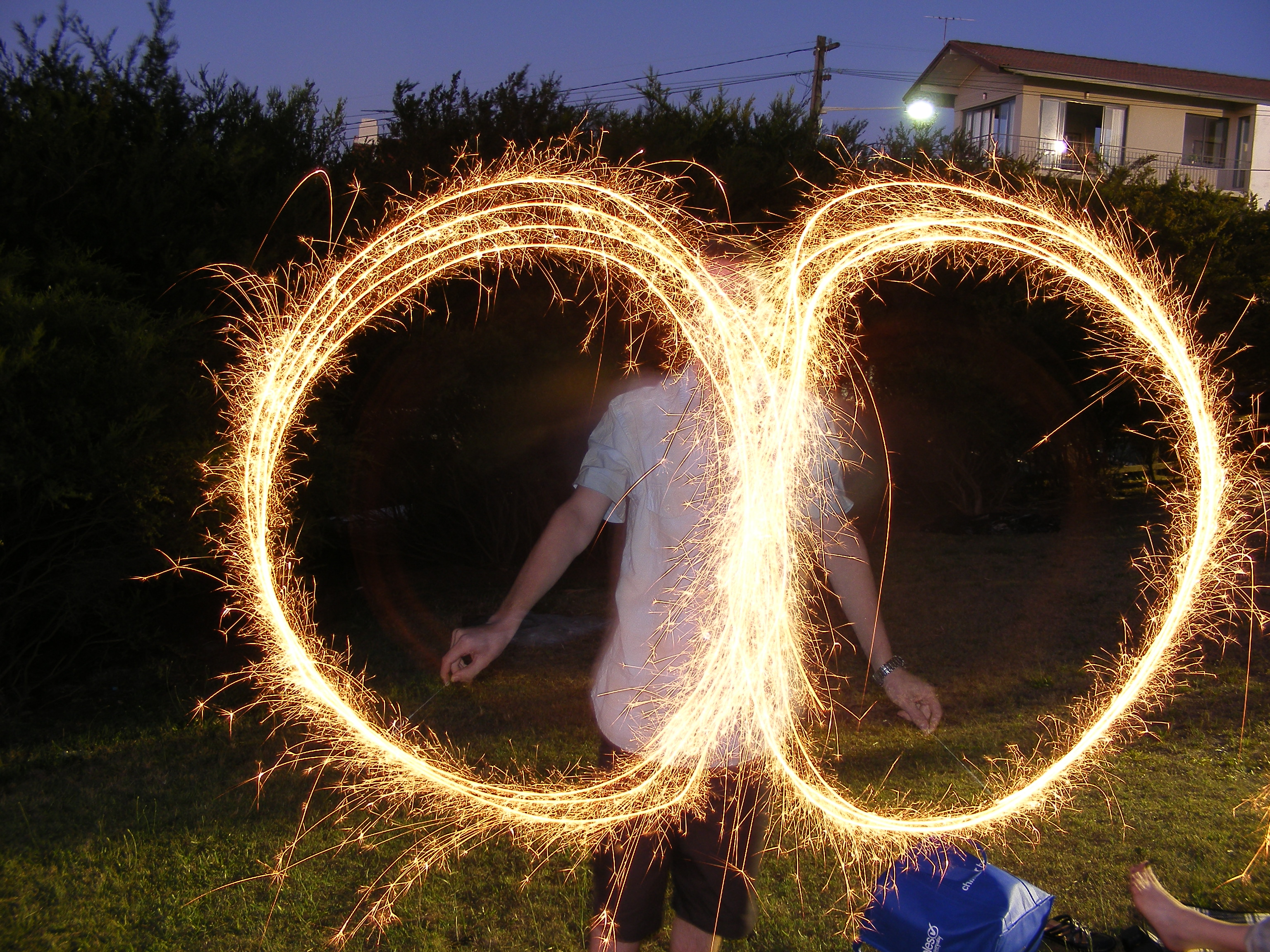
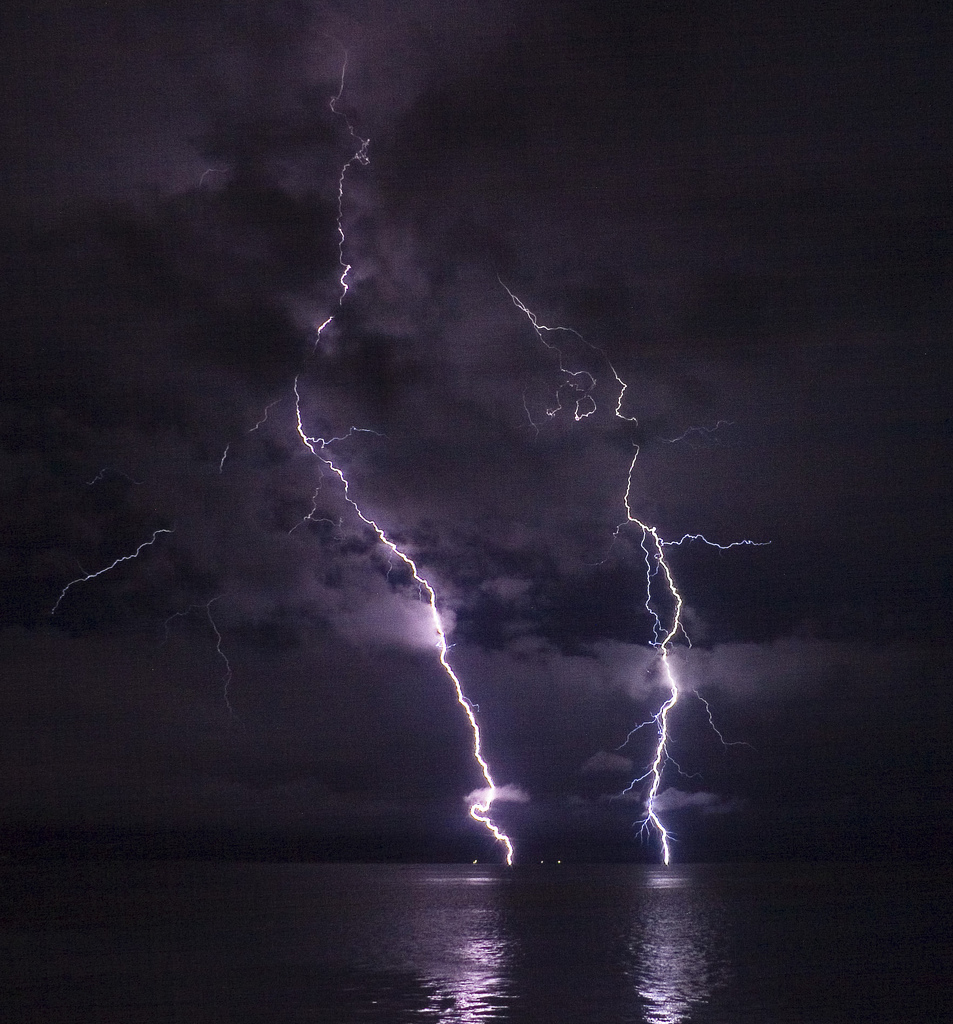
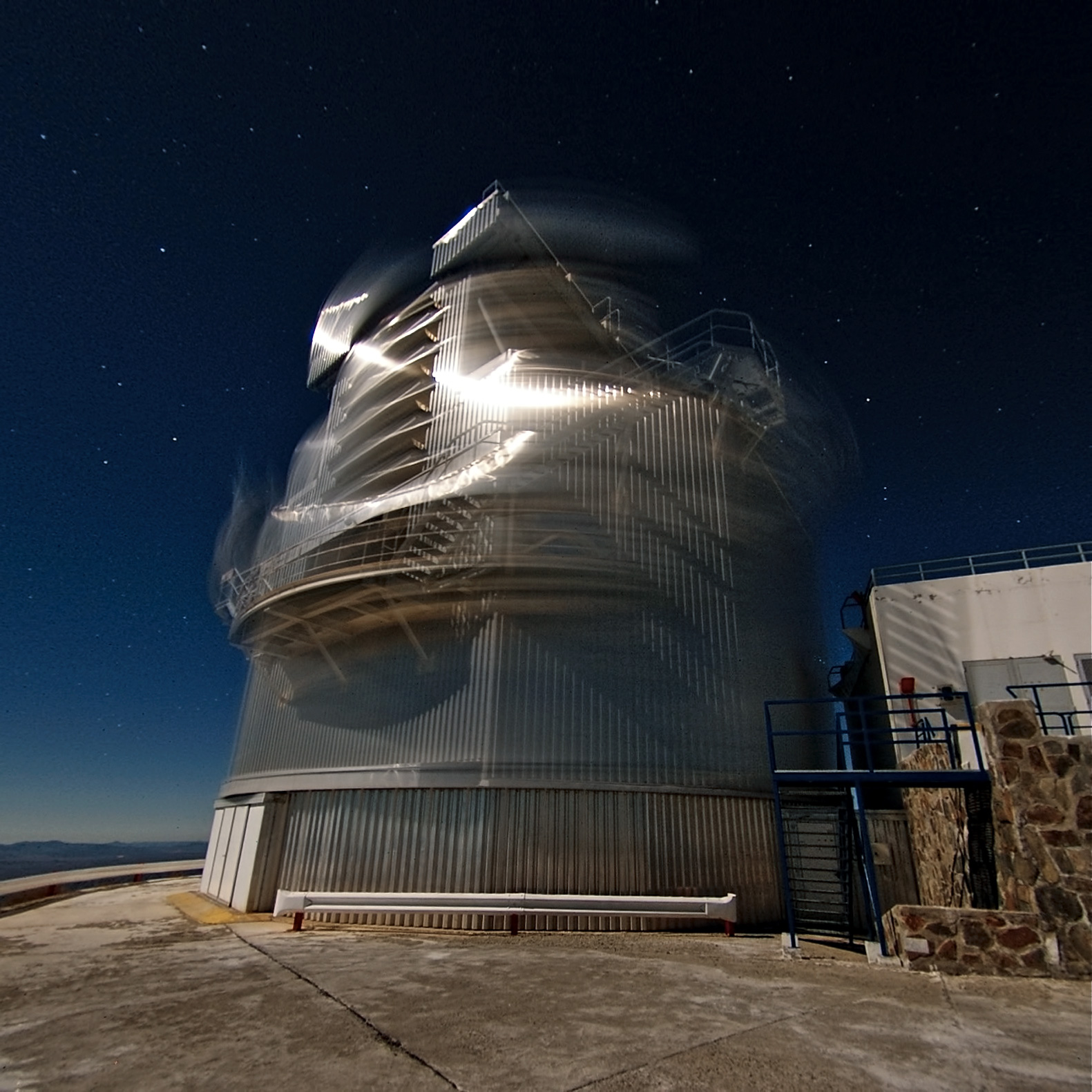
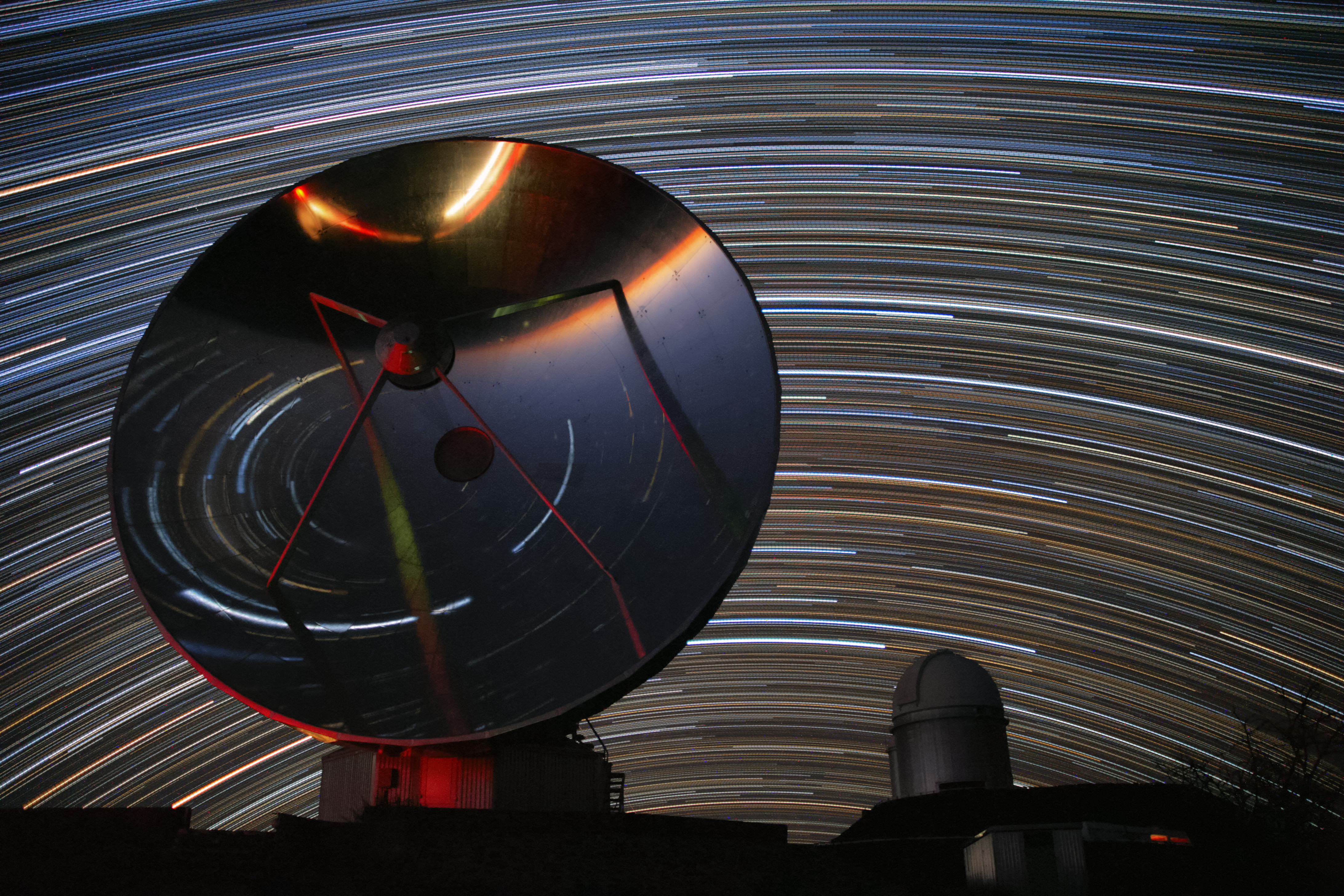
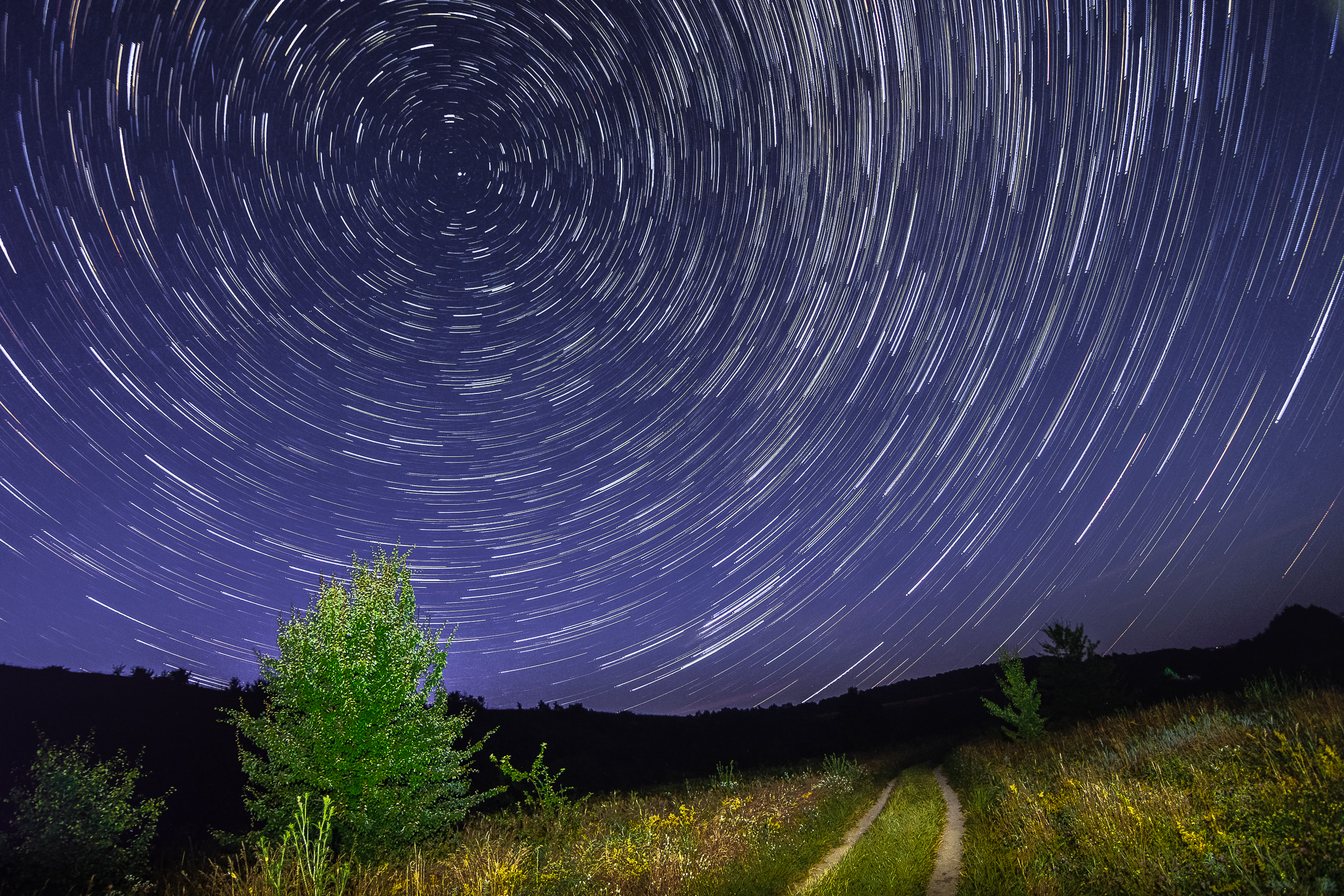
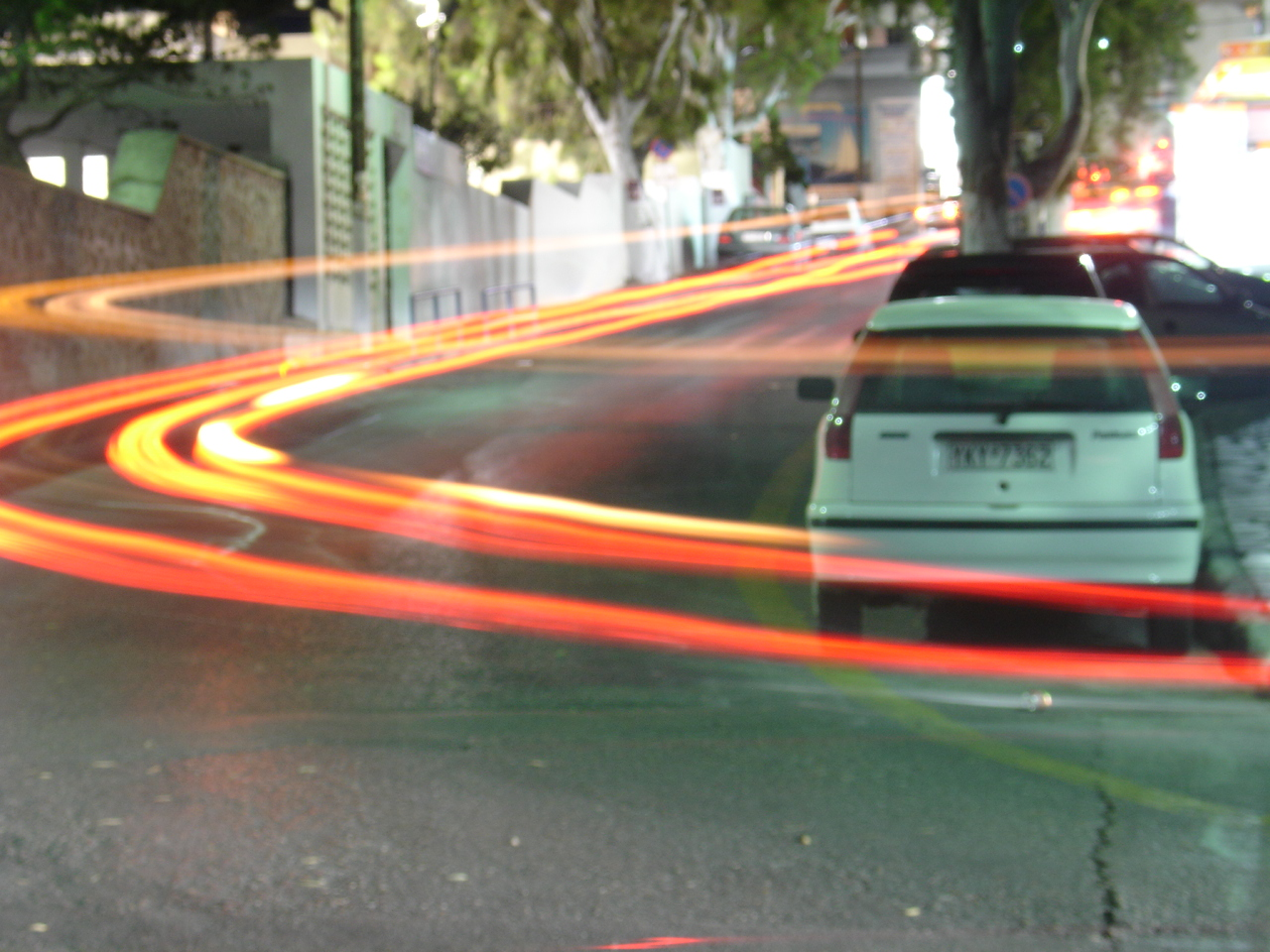
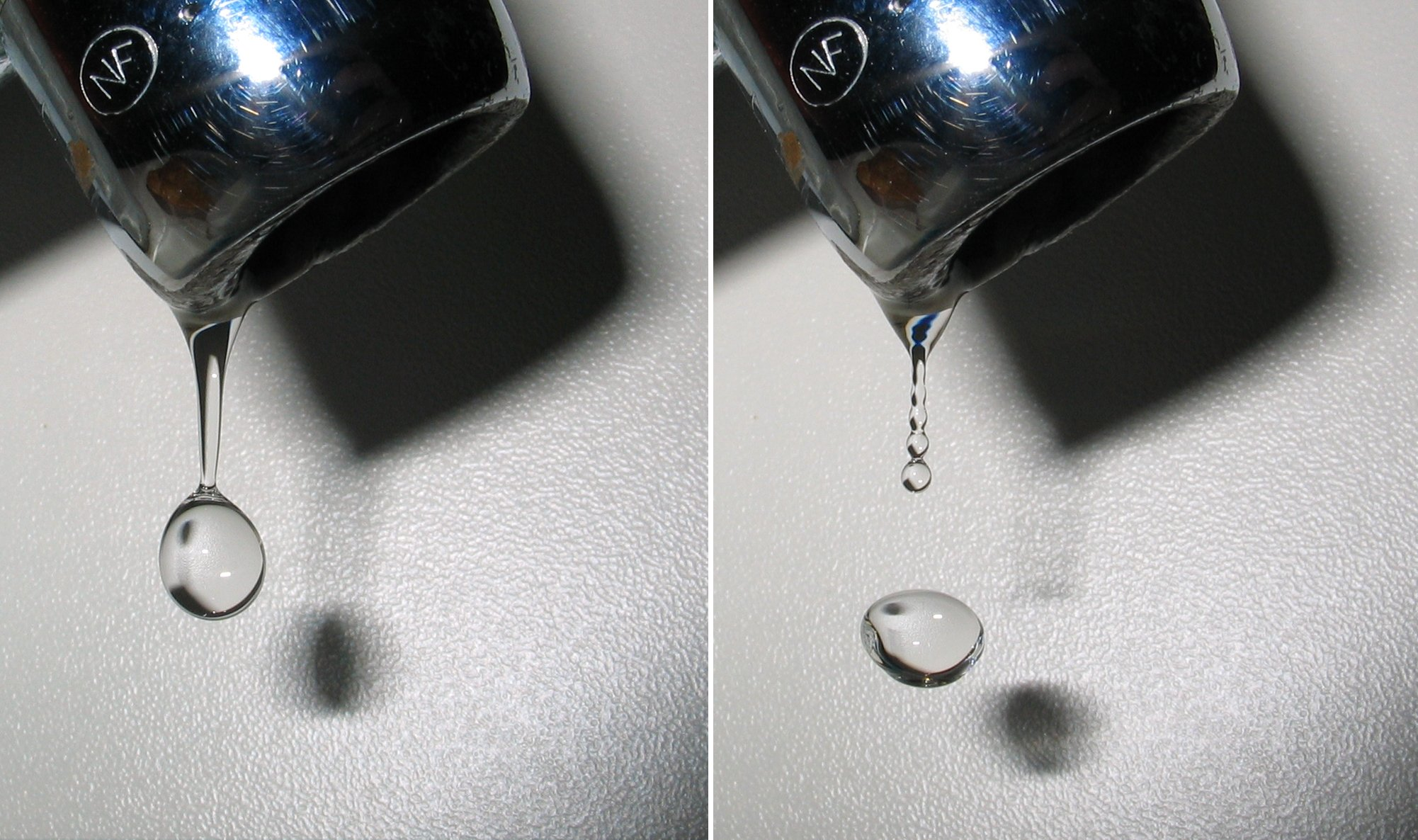
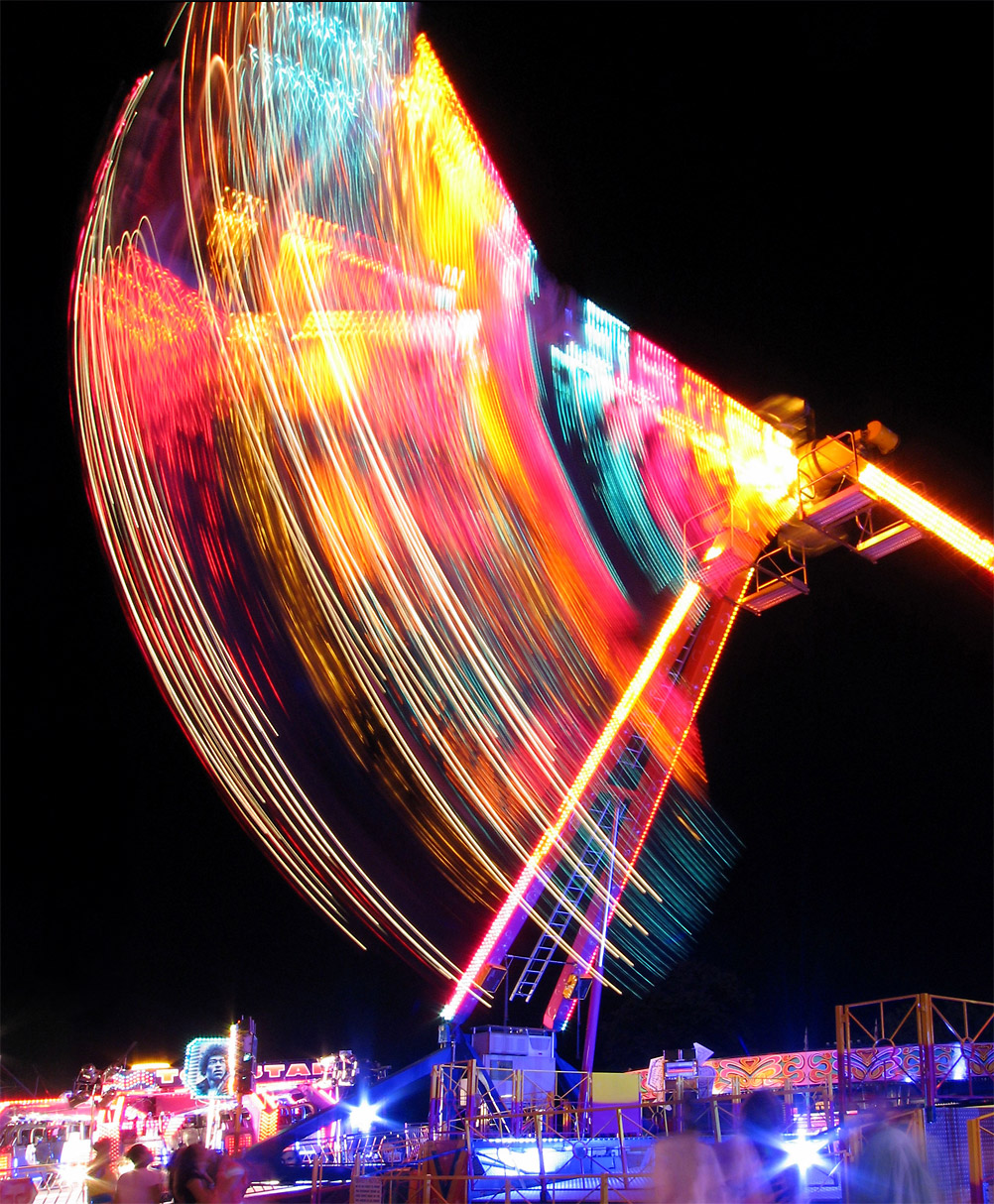